# Aleksandar Cvjetković
Aleksandar Cvjetkovic (Sisak, 31 gennaio 1958) è un attore croato.

## Biografia
Nato in Croazia, recita in numerose serie televisive come Le stagioni del cuore del 2005, Incantesimo 4 e  Distretto di Polizia 9.
Molto attivo anche al cinema: ha recitato nel film del 2004 Verso nord. Fa parte dell'ensemble del Dramma Italiano di Fiume, compagnia stabile italiana all'interno del Teatro Nazionale Croato Ivan de Zajc.

## Cinema
- Born to Ride - regia di Graham Baker (1991)
- A Deadly Compromise - regia di Giovanni Robbiano (2000)
- Santa Maradona - regia di Marco Ponti (2001)
- Verso nord - regia di Stefano Reali (2004)
- L'uomo del sottosuolo - regia di Claudio Giovannesi (2005)
- Hermano - regia di Giovanni Robbiano (2007)
- Io c'è - regia di Alessandro Aronadio (2018)

## Televisione
- Velo misto - regia di Joakim Marusic (1980)
- Nepokoreni grad - regia di Eduard Galic e Zoran Tadić (1982)
- Dirty Dozen: The Series - regia di Douglas Hickox (1988)
- La vita cambia - regia di Gianluigi Calderone (2000)
- Distretto di Polizia 2, regia di Antonello Grimaldi - serie TV, episodi 2x20-2x21 (2001)
- Il testimone (2001)
- Incantesimo 4 - regia di Alessandro Cane e Leandro Castellani (2001)
- La moglie cinese - regia di Antonello Grimaldi (2006)
- Distretto di Polizia 6, regia Antonello Grimaldi – serie TV, episodio 6x01-6x02 (2006)
- Balkan Inc. - regia di Bostjan Vrhovec (2006)
- Nasa mala klinika - regia di Branko Đurić (2006)
- Bitange i princeze - regia di Vinko Brešan e Ivan-Goran Vitez (2007)
- R.I.S. 3 - Delitti imperfetti, regia di Pier Belloni – serie TV,  episodio 3x11 (2007)
- Distretto di Polizia 9 - regia di Alberto Ferrari - serie TV, 20 episodi (2009)
- Intelligence - Servizi & segreti - regia di Alexis Sweet - serie TV, episodio: 1x04 (2009)
- Squadra antimafia 6 - serie TV, episodio: 6x01 (2014)